# Бад-Киссинген (район)
Бад-Киссинген (нем. Bad Kissingen) — район в Германии. Центр района — город Бад-Киссинген. Район входит в землю Бавария. Подчинён административному округу Нижняя Франкония. Занимает площадь 1136,84 км². Население — 108 294 чел. Плотность населения — 95 человек/км².
Официальный код района — 09 6 72.
Район подразделяется на 26 общин.

## Города и общины

Муниципалитеты района Бад-Киссинген (Бавария)

Городские общины
1. Бад-Брюккенау (7 238)
2. Бад-Киссинген (21 388)
3. Мюннерштадт (8 019)
4. Хаммельбург (11 907)

Ярмарочные общины
1. Бад-Бокклет (4 575)
2. Буркардрот (7 906)
3. Вильдфлеккен (3 285)
4. Герода (938)
5. Зульцталь (935)
6. Ойердорф (1 617)
7. Масбах (4 843)
8. Обертульба (5 177)
9. Цайтлофс (2 233)
10. Шондра (1 832)
11. Эльферсхаузен (2 998)

Сельские общины
1. Аура-ан-дер-Зале (879)
2. Вартмансрот (2 310)
3. Моттен (1 935)
4. Нюдлинген (4 257)
5. Оберлайхтерсбах (2 144)
6. Рамсталь (1 201)
7. Раннунген (1 227)
8. Риденберг (1 110)
9. Тундорф-ин-Унтерфранкен (1 191)
10. Фуксштадт (1 851)
11. Эрленбах (5 298)

Административные сообщества
1. Бад-Брюккенау
2. Масбах
3. Ойердорф
4. Эльферсхаузен

## Население
По оценке на 31 декабря 2015 года население района Бад-Киссинген составляет 103 106 чел. 

| Дата      | 1840  | 1871  | 1900  | 1925  | 1939  | 1950   | 1961  | 1970   | 1987  | 2011   |
| --------- | ----- | ----- | ----- | ----- | ----- | ------ | ----- | ------ | ----- | ------ |
| Население | 60031 | 63431 | 64724 | 74341 | 73802 | 102531 | 96082 | 102859 | 99022 | 104020 |

| Год       | 1960  | 1970   | 1980   | 1990   | 2000   | 2009   | 2010   | 2011   | 2012   | 2013   | 2014   | 2015   |
| --------- | ----- | ------ | ------ | ------ | ------ | ------ | ------ | ------ | ------ | ------ | ------ | ------ |
| Население | 97356 | 103228 | 102265 | 104602 | 109328 | 104932 | 104301 | 103653 | 103124 | 102865 | 102901 | 103106 |